# Trypanosoma antiquus
Espèce
Trypanosoma antiquus est une espèce disparue de flagellés parasites. 

## Étymologie
Le nom du genre est dérivé du grec trypano (tarrière) et soma (corps), en raison de leur mouvement de déplacement tournant, et le nom de l'espèce antiquus (ancien) reflète l'âge du spécimen.

## Découverte et datation
L'espèce a été décrite en 2005 par l'entomologiste George Poinar, Jr. dans la revue Vector-Borne & Zoonotic Diseases à partir de métatrypanosomes conservés dans plusieurs pelotes fécales piégées dans l'ambre de l'arbre Hymenaea protera en République dominicaine, dans des sédiments du Miocène (Burdigalien - Langhien), soit il y a environ entre 20,4 et 13,8 Ma (millions d'années),. Avec ces pelotes fécales, et sans doute à leur origine, se trouvait une punaise fossile hématophage de la sous-famille des Triatominae appartenant à l'espèce Triatoma dominicana. Cette association est la plus ancienne connue entre un trypanosome et son vecteur du genre Triatoma.

## Description
Tous les trypanosomes ont un cycle de vie hétéroxène, c'est-à-dire qu'ils ont besoin de plusieurs hôtes, ou au moins d'un hôte et d'un vecteur pour les transmettre. 
L'holotype de Trypanosoma antiquus, déposé à l'Université d'État de l'Oregon sous le numéro de spécimen P-3-3, a été découvert dans la mine de La Toca en République dominicaine. Triatoma dominicana et Trypanosoma antiquus vivaient dans un environnement similaire à celui des forêts tropicales humides actuelles. Les métatrypanosomes conservés font entre 11 et 20 μm de long, leur longueur moyenne étant de 15 μm. L'espèce est placée dans le sous-genre Schizotrypanum. Elle se distingue des autres Schizotrypanum par son âge et sa plus petite taille.
Le contenu du spécimen d'ambre laisse penser que celui-ci a été formé dans le creux d'un arbre. Il comporte plusieurs poils appartenant à une chauve-souris non-identifiée, qui était l'hôte probable de Trypanosoma antiquus. Les pelotes fécales ont sans doute été déposées après que la punaise Triatoma dominicana a fini de se nourrir aux dépens de la chauve-souris. Les trypanosomes actuels hébergés par des chauve-souris dans la région sont considérés comme à l'origine de la maladie de Chagas chez les êtres humains.